# Rafael María Arízaga
Rafael María Arízaga fue un notable abogado, diplomático, literato y político ecuatoriano nacido en la ciudad de Cuenca el 24 de junio de 1858 y muerto en esa misma ciudad el 8 de agosto de 1933.

## Biografía
El Dr. Rafael María Arízaga Machuca era hijo del Dr. José Rafael Arízaga y de Doña Isabel Machuca Anda.
Hace sus estudios secundarios en el Seminario de Cuenca, considerado como el mejor colegio de la ciudad en aquella época. Entre sus compañeros de clase estaban Remigio Crespo Toral, Alberto Muñoz Vernaza. En 1874, a los dieciséis años publica en Guayaquil sus primeros versos en el periódico La Nueva Era de Federico Proaño.
En 1876 luchó junto con otros jóvenes cuencanos, en defensa del presidente Antonio Borrero, peleando en el combate de Galte, en donde son derrotados por sus enemigos.
En esa época ingresó a la Universidad de Cuenca, para estudiar leyes, obteniendo el título de abogado en 1882.
En 1881 publica varios artículos en el naciente periódico "El Correo del Azuay", fundado por Remigio Crespo Toral y Honorato Vázquez. El 21 de junio de 1883 contrae matrimonio con Lastenia Toral Malo, con quien tendrá doce hijos. En 1887, el Dr. Arízaga asistió al Congreso en calidad de Diputado por la provincia de Azuay. En el Congreso defendió el tema de la supresión de la pena de muerte.
En los años 1890 se mudó con su esposa y hijos a Guayaquil, ciudad en donde tenía una oficina de servicios jurídicos, en el mismo edificio en que vivía el Dr. José Luis Tamayo, quien sería presidente de la República de 1920 a 1924.
En 1916 se presentó como candidato para las elecciones presidenciales de Ecuador, pero perdió la elección contra Alfredo Baquerizo Moreno.